# エンデインジャード・スピーシーズ
『エンデインジャード・スピーシーズ』（(原題: Endangered Species）は、1980年6月にDaffodil Recordsとキャピトル・レコードからリリースされたカナディアン・プログレッシブ・ロック・バンド、クラトゥの4枚目のスタジオ・アルバム。プロデュースはクリストファー・ボンド（Christopher Bond）が担当。前作のアルバム『サー・アーミー・スーツ』にあったポップなスタイルとは対照的に、AORラジオ向けのよりハードなロックンロール・サウンドを試みている。
アルバム全体が、レコード・レーベル側の意向で方向性が決められた作品となっている。新たな音楽プロデューサーの起用により、ほとんどの楽器がロサンゼルスを拠点とするミュージシャンたちによって演奏されていて、ミキシング段階の頃にはクラトゥのメンバーは自宅へ帰っていた。キャピトル側の意向はクラトゥ側の意向とは異なっていて、よりラジオ・オンエア向きのポップ・ロック路線で、宣伝戦略もその方向性で打たれていたため、クラトゥ側では不満が噴出しキャピトルから離れるきっかけにもなった。そのため、バンドのファイナル・アルバム『マジェンタレーン』はキャピトルのEMI/カナダから、カナダ国内のみでリリースされることとなった。
このアルバムは、DUN - アルカンジェロ (Arcangelo) から、2009年12月18日にリマスター+リイシュー版の紙ジャケット仕様（ARC-7325）として再発された。

## 収録曲
| #  | タイトル                                               | 作詞・作曲                                       | 時間 |
| -- | ------------------------------------------------------ | ------------------------------------------------ | ---- |
| 1. | 「アイ・キャント・ヘルプ・イット - "I Can't Help It"」 | ディー・ロング                                   | 3:41 |
| 2. | 「ニー・ディープ・イン・ラブ - "Knee Deep in Love"」   | ジョン・ウォロシャク、ディノ・トーム (Dino Tome) | 3:15 |
| 3. | 「パラノイア - "Paranoia"」                            | ウォロシャク                                     | 4:12 |
| 4. | 「月に吠える - "Howl at the Moon"」                    | ウォロシャク、トーム                             | 3:32 |
| 5. | 「世界を燃やせ - "Set the World on Fire"」             | ウォロシャク                                     | 4:16 |
| 6. | 「ホット・ボックス・シティ - "Hot Box City"」          | ロング                                           | 3:48 |
| 7. | 「天狼星 - "Dog Star"」                                | ロング                                           | 4:17 |
| 8. | 「セル・アウト、セル・アウト - "Sell Out, Sell Out"」  | ウォロシャク                                     | 4:55 |
| 9. | 「オール・グッド・シングス - "All Good Things"」       | ウォロシャク                                     | 1:57 |

## パーソネル
- ディー・ロング (Dee Long) - ボーカル、ギター・ソロ on "Sell Out, Sell Out"
- ジョン・ウォロシャク (John Woloschuk) - ボーカル、ベース、キーボード、ギター
- テリー・ドレーパー (Terry Draper) - ボーカル、ドラム

### アディショナル・ミュージシャン
- クリス・ボンド (Chris Bond) - リード・ギター、アコースティック・ギター、エレクトリック・ギター、ARPアヴァター、シンセ・ギター、バック・ボーカル[1][2][3]
- リーランド・スカラー (Leland Sklar) - ベース[1][2]
- エド・グリーン (Ed Greene) - ドラム[1][2]
- ジェフ・ポーカロ (Jeff Porcaro) - ドラム[2][3]
- ゲイリー・コールマン (Gary Coleman) - パーカッション[2][3]
- ボビー・ホール (Bobbye Hall) - パーカッション[2][3]
- トム・ヘンズレー (Tom Hensley) - キーボード[2][3]
- クラレンス・マクドナルド (Clarence McDonald) - キーボード[2][3]
- リチャード・カー (Richard Kerr) - キーボード[2][3]
- トム・スコット (Tom Scott) - サクソフォーン[1][2]
- アーニー・ワッツ (Ernie Watts) - サクソフォーン[2][3]
- ジム・ホーン (Jim Horn) - サクソフォーン[3]
- チャック・フィンドレー (Chuck Findley) - トランペット[2][3]
- ルパート・ペリー (Rupert Perry) - スポークン・ボーカル on "Sell Out, Sell Out"[1][2]

### スタッフ
- クリストファー・ボンド (Christopher Bond) - プロデュース